# Gumiane
 Gumiane  es una población y comuna francesa, en la región de Ródano-Alpes, departamento de Drôme, en el distrito de Die y cantón de La Motte-Chalancon.

## Demografía
| 56 | 50 | 44 | 43 | 41 | 33 |
| Para los censos de 1962 a 1999 la población legal corresponde a la población sin duplicidades (Fuente: INSEE [Consultar]) |    |    |    |    |    |